# Aurelio Ferrari
Aurelio Ferrari (Milano, 12 febbraio 1948) è un politico italiano, esponente del Partito Democratico.
Nel 1996 è stato eletto sindaco di Lodi col 58,8% dei voti, in rappresentanza di una coalizione di centro-sinistra. Nel 2000 è stato riconfermato al ballottaggio col 52,8% dei voti.
Nel 2013 è stato eletto consigliere comunale per il Partito Democratico.

## Fonti
- Amministratori locali e regionali, su amministratori.interno.it.